# Kathleen Krüger
Kathleen Krüger (Eching, Alemania Occidental; 17 de mayo de 1985) es una exfutbolista alemana que jugó como mediocampista en el Bayern de Múnich. Ha trabajado para el equipo profesional masculino del Bayern de Múnich fuera del campo desde 2009, y actualmente es delegada del club. Es la única directora de equipo femenina en la Bundesliga y ha sido descrita como "la mujer más poderosa de la liga".

## Carrera
Krüger, nació en Eching, practicó kárate e incluso fue designada para competir en competencias nacionales. Sin embargo, por falta de tiempo, más tarde abandonó el karate y se concentró en el fútbol. Comenzó en el departamento juvenil del FC Phönix Schleißheim, un club en el norte de Múnich, luego pasó al FFC Wacker Múnich. A la edad de 18 años, se cambió al Bayern Munich II en el verano de 2003.
Después de solo una temporada en la Regionaliga Süd, ascendió al primer equipo del Bayern de Múnich en la temporada 2004-05. Hizo su debut en la Bundesliga el 24 de octubre de 2004 en una victoria por 4-0 en el partido fuera de casa contra el VfL Wolfsburgo después de ser sustituida por Felicia Notbom en el minuto 87. Tras once partidos ligueros, en los que se quedó sin marcar, puso fin a su temporada de debut en la división absoluta. En la temporada siguiente, en la que jugó 14 partidos, marcó su único gol en la Bundesliga el 7 de mayo de 2006 en la victoria en casa por 6-0 contra el FSV Fráncfort con el gol del 5-0 en el minuto 48. En la temporada 2006-07, jugó seis partidos; en las siguientes dos temporadas, fue utilizada en un solo partido, más recientemente el 2 de noviembre de 2008 en una victoria por 5-0 en el partido fuera de casa contra Herford SV después de su sustitución por Mandy Islacker en el minuto 79.
A los 24 años se retiró del fútbol profesional y ya hacía planes para su futuro después del fútbol. En otoño de 2017, jugó algunos partidos para el club de liga de quinto nivel SC Amicitia Múnich.

## Carrera administrativa
Después de comenzar sus estudios en administración internacional, mientras también trabajaba en la organización del equipo de fútbol femenino en el Bayern de Múnich, interrumpió sus estudios después de solo un semestre y se convirtió en asistente del director deportivo Christian Nerlinger. Después de su partida en 2012, se convirtió en la delegada del equipo profesional del Bayern de Múnich y desde entonces ha sido responsable de los asuntos organizativos relacionados con el equipo.

## Vida personal
A finales de junio de 2021, Krüger dio a luz a un hijo, en pareja con Nora Bohaimid, que es educadora en el campus juvenil del FC Bayern y exjugadora del SC Amicitia Munich.

## Premios y logros
En marzo de 2022, Krüger recibió la Orden del Mérito de Baviera. En mayo de 2023, completó un curso de 18 meses en "Gestión en el fútbol profesional", en el que obtuvo un certificado de la DFB y la DFL.